# Brian Ochoiski
Brian Ochoiski est un joueur de snooker amateur français.

## Carrière

### Vie personnelle
Brian Ochoiski est originaire de la commune de Saint-Avold en Moselle. Il appartient au Century club. Il est entraîné par son père, Stéphane, qui a remporté une quinzaine de tournois nationaux dont 5 championnats de France et deux coupes de France. Ils sont devenus champions de France par équipes à deux reprises.
Brian a passé un baccalauréat professionnel de Gestion et Administration. Il envisage de se diriger vers un BTS dans la négociation et la relation client.

### Carrière amateure
Brian Ochoiski s'illustre en tant que meilleur joueur français chez les juniors, s'imposant sur le championnat de France des moins de 18 ans en 2017. Il remporte ensuite le titre à quatre reprises dans la catégorie des moins de 21 ans (2015, 2017, 2019 et 2020), puis le titre toutes catégories en 2018. Il est également champion de France par équipes par deux fois.
Au niveau européen, Brian réalise ses meilleurs résultats en Allemagne, s'imposant au Classique Paul Hunter des moins de 18 ans contre Niel Vincent, un autre Français. Il glane aussi la coupe par équipes des moins de 21 ans, aux côtés de Vincent et de Yannick Tarillon.
Au championnat d'Europe des moins de 21 ans, il est médaillé de bronze par deux fois, à Sofia en 2018 et à Albufeira en 2020.

### Carrière professionnelle
En juillet 2020, il est le premier Français à participer aux qualifications du championnat du monde de snooker professionnel. Il est battu au premier tour par le nord-Irlandais Gerard Greene sur le score de 6 manches à 1.
Brian Ochoiski participe à la Q School 2020, une série de trois tournois permettant d'obtenir une carte de deux ans sur le circuit professionnel du snooker. Lors du premier tournoi, il passe deux tours puis échoue face au jeune prodige belge Ben Mertens. À l'occasion du deuxième tournoi, Ochoiski remporte quatre rencontres mais est battu au 5e tour par Oliver Lines, ancien joueur professionnel, sur le score de 4-3. Il tente alors sa dernière chance cette année lors du troisième tournoi et atteint la dernière étape après avoir éliminé trois adversaires et bénéficié d'un walk-over (ses adversaires s'étaient déjà qualifiés lors des étapes précédentes). Il échoue 4-2 face à Farakh Ajaib.
Du fait de sa régularité lors de ces trois tournois, le Français termine en deuxième position de l'ordre du mérite de la Q School. Ce résultat lui permet d'être invité à plusieurs tournois sur le circuit professionnel, en conservant son statut de joueur amateur. En tant que premier joueur français a participer régulièrement à des tournois de snooker professionnels, il donne des interviews à World Snooker et à la WPBSA.
Ochoiski affronte dès ses premiers matchs plusieurs joueurs du top 16 mondial. Il accumule de l'expérience en affrontant les champions du monde Ronnie O'Sullivan, John Higgins et Neil Robertson. Lors du Masters d'Europe, il accroche Jack Lisowski (le 14e joueur mondial), avant de s'incliner en manche décisive 5-4.
Il remporte son premier match 3-0 face au Marocain Amine Amiri lors du championnat de la ligue.
Pour la deuxième année consécutive, Brian Ochoiski est sélectionné pour participer aux qualifications du championnat du monde, mais il est encore battu au premier tour par Rory McLeod en manche décisive, bien qu'il fût mené 4 à 0.
Il participe à la Q School 2021 afin d'obtenir une carte de deux ans sur le circuit professionnel du snooker. Brian n'obtient pas les résultats qui étaient les siens l'an passé en ne remportant que deux matchs, ce qui ne lui permet plus d'être invité à des tournois professionnels.

### Carrière amateure sur leQ Tour
Ochoiski évolue depuis lors sur le circuit amateur du Q Tour, qui donne accès au circuit professionnel pour deux joueurs à la fin de chaque saison. Lors de la 4e épreuve en 2022 tenue en Suède, il atteint les demi-finales en éliminant Harvey Chandler, Peter Devlin, Alex Taubman et Kuldesh Johal. Il est battu par l'ancien professionnel Andrew Higginson 4 manches à 2.

## Palmarès
| Légende | Catégorie                      | Titres                         | Finales                        |
|         | Tournois amateurs              | 10                             | 5                              |
|         | Tournois en équipes            | 3                              | 1                              |
|         | Tournois pro-am                | 0                              | 1                              |
| Gras    | Tournois de la triple couronne | Tournois de la triple couronne | Tournois de la triple couronne |

### Titres
| Saison    | Nom du tournoi                                | Lieu                 | Finaliste             | Score | Référence |
| 2019-2020 | Championnat de France des moins de 21 ans (4) | Angers               | Gauvain Bazin         | 4-1   | [ 12 ]    |
| 2018-2019 | Championnat de France des moins de 21 ans (3) | Argenteuil           | Niel Vincent          | 4-1   | [ 13 ]    |
| 2017-2018 | Championnat de France toutes catégories       | Ronchin              | Alexis Callewaert     | 3-1   | [ 14 ]    |
| 2017-2018 | Zone Snooker Tour 3 Est                       | Saint-Avold          | Stéphane Ochoiski     |       | [ 15 ]    |
| 2017-2018 | Classique Paul Hunter des moins de 18 ans     | Fürth                | Niel Vincent          | 4-1   | ,         |
| 2016-2017 | Championnat de France par équipes (2)         | Dunkerque            | Club de Ronchin       | 4-1   | [ 18 ]    |
| 2016-2017 | Play-Off national toutes catégories           | Dunkerque            | Jean-Marc Beauchamp   | 3-0   | [ 19 ]    |
| 2016-2017 | Championnat de France des moins de 21 ans (2) | Saint-Avold          | Niel Vincent          | 3-0   | [ 20 ]    |
| 2016-2017 | Championnat de France des moins de 18 ans     | Saint-Quentin        | Niel Vincent          | 3-0   | [ 21 ]    |
| 2016-2017 | Zone Snooker Tour 1 Nord-Est                  | Schiltigheim         | René Vaxelaire        |       | [ 22 ]    |
| 2016-2017 | Coupe par équipes des moins de 21 ans         | Essen                | Allemagne             | 10-2  | [ 23 ]    |
| 2015-2016 | Championnat de France par équipes             | Dunkerque et Ronchin | Club de Saint-Quentin | 4-1   | [ 24 ]    |
| 2015-2016 | Championnat de France des moins de 21 ans     | Ronchin              | Alexis Callewaert     |       | [ 25 ]    |

### Finales perdues
| Saison    | Nom du tournoi                                                    | Lieu        | Finaliste / Dernier adversaire | Score | Référence |
| 2021-2022 | Championnat d'Europe par équipes (médaille de bronze)             | Albufeira   | Belgique                       | 2-4   | [ 26 ]    |
| 2019-2020 | Championnat d'Europe des moins de 21 ans (2) (médaille de bronze) | Albufeira   | Hayden Staniland               | 3-4   | ,         |
| 2018-2019 | Coupe par équipes des moins de 21 ans                             | Hasselt     | Belgique                       | 8-10  | [ 29 ]    |
| 2017-2018 | Tournoi national toutes catégories                                | Montpellier | David Palmiero                 | 1-4   | [ 30 ]    |
| 2017-2018 | Championnat d'Europe des moins de 21 ans (médaille de bronze)     | Sofia       | Simon Lichtenberg              | 4-5   | ,         |
| 2017-2018 | Open d'Italie                                                     | Bolzano     | Luis Vetter                    | 1-3   | [ 33 ]    |
| 2016-2017 | Championnat de France toutes catégories                           | Mulhouse    | Niel Vincent                   | 2-3   | [ 34 ]    |
| 2009-2010 | Championnat de France des moins de 19 ans                         | Castres     | Alexis Callewaert              |       | [ 35 ]    |